# 纽齿鼠
纽齿鼠（学名：Quemisia gravis）是一种已经灭绝的啮齿目动物，是纽齿鼠属（Quemisia）下唯一一种，曾分布于加勒比海的海地岛。